# Kotlina pod Pláničským rybníkem
Kotlina pod Pláničským rybníkem je přírodní památka v okrese Český Krumlov, a to v katastrálních územích Černá v Pošumaví a Světlík. Předmětem ochrany je soubor lučních rašelinných pramenišť na podkladu pestré série krystalinika, luční slatiny, významná flora.

## Fauna
K méně běžným druhům zde vyskytujících se brouků patří drabčík Mycetoporus angularis a hlodník Corticarina latipennis. Z ptáků zde jsou linduška luční (Anthus pratensis), budníček menší (Phylloscopus collybita), budníček větší (Phylloscopus trochilus) a pěvuška modrá (Prunella modularis).